# جيريمي ديفيدسون (ممثل)
جيريمي ديفيدسون (بالإنجليزية: Jeremy Davidson)‏ هو منتج أفلام وكاتب سيناريو ومخرج وممثل أمريكي، ولد في 24 ديسمبر 1971 في نيويورك في الولايات المتحدة.

## أعمال

### أفلام
- (2002) ويند توكرز[3]

### مسلسلات
- آلي مكبيل
- الاخوة والاخوات
- الإبتدائية[4][5][6]
- جاغ
- ذا غود وايف

## وصلات خارجية
- جيريمي ديفيدسون على موقع IMDb (الإنجليزية)
- جيريمي ديفيدسون على موقع ألو سيني (الفرنسية)
- جيريمي ديفيدسون على موقع أول موفي (الإنجليزية)
- جيريمي ديفيدسون على موقع قاعدة بيانات برودواي على الإنترنت (الإنجليزية)
- جيريمي ديفيدسون على موقع قاعدة بيانات الفيلم (الإنجليزية)
- جيريمي ديفيدسون على موقع كينوبويسك (الروسية)